# Fishrot
Fishrot (zu Deutsch Fischabfälle; isländisch Samherjaskjölin) bezeichnet 2019 enthüllte Vorgänge um namibische Fischfangrechte.

## Hintergrund
Im Oktober 2019 begannen mit einem Bericht in der namibischen Tageszeitung The Namibian Veröffentlichungen über einen internationalen Skandal um Fischfangrechte, am 12. November 2019 veröffentlichte die Enthüllungsplattform WikiLeaks erste Dokumente. Die Sammlung aus mehr als 30.000 Dokumenten soll illegale Handlungen um Fangquoten eines der größten Fischfangunternehmen Islands, Samherji, sowie Geschäftsleuten und Politikern in Namibia aufdecken. Hunderte Millionen Isländische Kronen an Bestechungsgeldern sollen geflossen sein. Das Geld war für hochrangige Politiker in Namibia bestimmt, die dadurch eine Zuteilung von Fischfangrechten an Tochter- und Scheinunternehmen von Samherji durchsetzen sollten.
Am gleichen Tag nahm der ehemalige Geschäftsführer von Samherji in Namibia, Jóhannes Stefánsson als Whistleblower im isländischen Fernsehsender RÚV Stellung zu den Anschuldigungen. Er arbeite eng mit staatlichen Behörden, darunter die namibische Anti-Corruption Commission (ACC), zusammen. Stefánsson beschuldigte den Mehrheitseigner und Geschäftsführer von Samherji, Þorsteinn Már Baldvinsson, der direkten Anweisung zur Bestechung.
Der Skandal weitete sich bis nach Norwegen aus, weil die dortige DNB ASA Teile der Geldtransfers durchgeführt haben soll. Auch hochrangige Politiker in Angola sollen involviert sein.
Im Rahmen der Veröffentlichung erster Ergebnisse der Ermittlungen im Juli 2020 kamen weitere internationale Geldflüsse nach Kasachstan zum Vorschein. Zu einer dortigen Bank soll eine Milliarde Namibia-Dollar geflossen sein. Die Ermittlungen dauern an, da offizielle Stellungnahmen aus Angola, Spanien und Dubai ausstünden.
Im November 2020 wurde auch eine Verbindung von Samherji zum niederländischen Fischereikonzern Parlevliet & Van der Plas im Rahmen der Korruptionsermittlungen bekannt.
Im Februar 2021 berichten Medien davon, dass die seit 2016 bei Whistleblower Jóhannes Stefánsson nachgewiesenen Vergiftungserscheinungen weiter zunehmen. Er habe deshalb internationale Spezialisten um Hilfe gebeten, um vor Gericht in Namibia im April 2022 aussagen zu können. Stefánsson soll trotz ständiger Beaufsichtigung in einem Hotel in Südafrika vergiftet worden sein.

## Bisherige Folgen

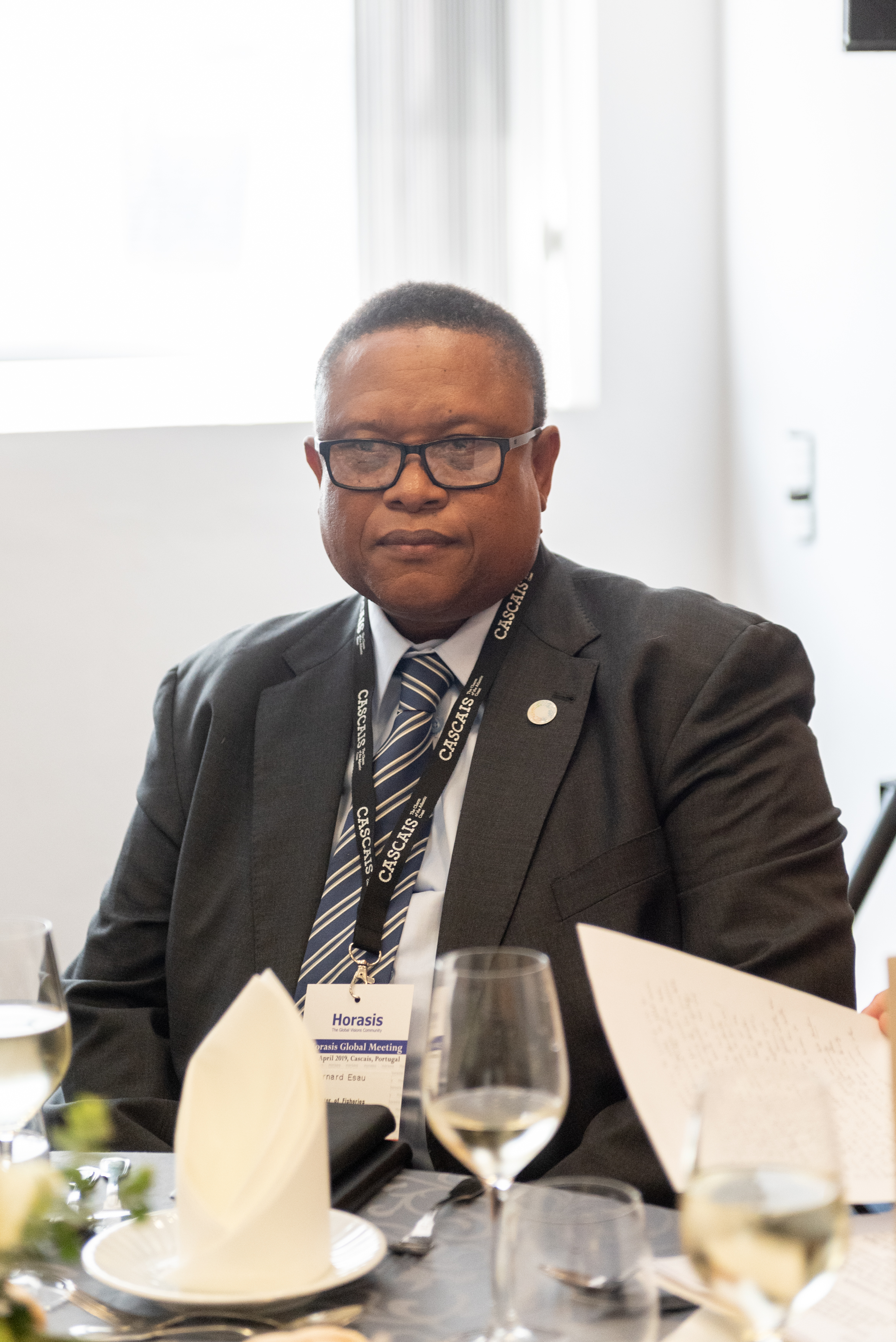
Der frühere namibische Fischereiminister Esau (2019)

Am 13. November 2019 traten auf Druck des namibischen Staatspräsidenten Hage Geingob der Fischereiminister Bernhard Esau und Justizminister Sacky Shangala von ihren Ämtern zurück.
Samherji veröffentlichte eine Stellungnahme, wonach der Whistleblower Jóhannes Stefánsson alleine hinter dem Skandal stehe und keine anderen hochrangigen Personen des Unternehmens involviert seien. Stefánsson  gab zu, Teil des Skandals zu sein, er will aber zu keiner Zeit Zugriff auf die Unternehmenskonten in Zypern, von denen die Bestechungsgelder geflossen sein sollen, gehabt haben. Zudem seien die Gelder bis zu drei Jahre nach seinem Ausscheiden geflossen.
Am 14. November 2019 gab Samherji bekannt, dass Geschäftsführer Þorsteinn Már Baldvinsson zurückgetreten sei. Am selben Tag trat der Investec-Geschäftsführer James Hatuikulipi in Namibia von seinem Amt zurück. Gleichzeitig kündigte der namibische Minister für Staatsunternehmen, Leon Jooste, weitreichende hochrangige Entlassungen im staatlichen Fischereisektor an.
Die ACC bestätigte am 15. November, dass Ermittlungen bereits 2014 aufgenommen worden seien und nach Abgabe einer Versicherung an Eides statt des Whistleblowers nun Festnahmen drohen würden.
Am 18. November 2019 wurden die namibischen Bankkonten von Shangala und Hatuikulipi eingefroren.
Am 23. November 2019 wurde Esau verhaftet und am folgenden Tag wieder freigelassen. Der Haftbefehl wurde aufgrund formeller Fehler von einem Gericht abgelehnt. Es wird weiter nach u. a. Shangala gefahndet, der sich im Ausland befinden soll.
Am 27. November 2019 wurde die Verhaftung von Ex-Justizminister Sacky Shangala und James Hatuikulipi bekanntgemacht.
Alle sechs Festgenommenen, d. h. die beiden ehemaligen Minister Esau und Shangala sowie die Geschäftsleute James Hatuikulipi, Tamson Hatuikulipi, Ricardo Gustavo und Pius Mwatelulo, wurden am 28. November dem Haftrichter vorgeführt. Ihnen werden diverse Vergehen nach dem Anti-Korruptionsgesetz zur Last gelegt. Formelle Anträge auf Kaution zogen die Verdächtigen am 2. Dezember 2019 zurück. Sie bleiben somit bis mindestens zum 20. Februar 2020 in Untersuchungshaft. Ihnen wird Korruption, Geldwäsche und Betrug zur Last gelegt.
Bis Ende Januar 2020 hat sich die Zahl der festgenommenen um drei auf neun erhöht. Zudem sollen bzw. wurden Vermögensgegenstände der sogenannten „Fishrot Nine“ in Namibia sowie auch im Ausland eingefroren.
Anfang Februar 2020 wurde zum zweiten Mal binnen Wochen das Fangschiff Heinaste von Samherji durch die namibische Polizei beschlagnahmt. Diese begründete die Festsetzung mit Gesetzen zur Vermeidung organisierter Kriminalität. Zuvor war der Kapitän des Schiffes wegen illegalen Fischfangs zu einer hohen Geldstrafe verurteilt worden.
Am 17. Februar 2020 wurde mit Mike Nghipunya, dem Geschäftsführer der National Fishing Corporation of Namibia (Fishcor) die zehnte Person festgenommen.
Am 22. Juli 2020 wurde, nach zweiwöchiger Anhörung, ein Kautionsgesuch von Esau und Tamson Hatuikulipi abgelehnt. Laut dem vorsitzenden Richter ließe die Schwere der Anschuldigungen, weiterhin offene Fragen und eine mögliche lange Haftstrafe keine Freilassung auf Kaution zu.
Am 14. Dezember 2020 wurde die Anklage an das Obergericht verwiesen, wo der Prozess am 22. April 2020 gegen die „Fishrot-Sieben“ und drei weitere Personen beginnen soll. Hauptanklägerin ist die Generalstaatsanwältin Martha Imalwa und Vizegeneralstaatsanwalt Ed Marondedze aus Simbabwe.
Ein weiterer Antrag von Esau und T. Hatuikulipi auf Freilassung gegen Kaution wurde Ende Februar 2021 abgelehnt.
Am 1. März 2021 startete eine Crowdfunding-Kampagne, um Geld für den Fishrot-Whistleblower Jóhannes Stefánsson. Die Kampagne wurde von Whistleblowing International, ANA LOGO, Whistleblower Network News und dem National Whistleblower Center organisiert.
Am 22. April 2021 fand die erste Anhörung der Fishrot-Sieben vor dem Obergericht in Windhoek statt. Im September 2021 wurde die Zusammenlegung von zwei unabhängigen Anklagen vom Gericht beschlossen. Die zehn Hauptangeklagten (Fishrot-Ten) müssen sich in bis zu 42 Anklagepunkten ab Januar 2022 verantworten. Weitere Kautionsanträge wurden im November 2021 vor Gericht behandelt. Eine Entscheidung soll erst Anfang 2022 fallen, womöglich erst nach Prozessauftakt. Hierzu fand am 24. Januar 2022 eine weitere Anhörung statt. Zuvor war am 15. Dezember 2021 Ricardo Gustavo als erster Fishrot-Angeklagter auf Kaution freigelassen worden.
Auslieferungsanträge für vier Isländer sollen seit Mitte 2021 fertiggestellt sein, jedoch bis Anfang 2022 den dortigen Behörden noch nicht überstellt worden sein.
Anfang März 2023 wurde die Ablehnung einer Freilassung auf Kaution aus April 2022, für sechs der Hauptangeklagten, vom Gericht bestätigt.
Das Hauptverfahren hat am 5. Dezember 2023 begonnen.

### Verdächtige

#### Hauptangeklagte
Fishrot-Ten
- Bernhard Esau (Namibia), ehemaliger Fischereiminister – Korruption
- Ricardo Gustavo, Banker bei Investec und der Korruption verdächtigt, ist seit Dezember 2020 nicht mehr einer der Hauptangeklagten.
- James Hatuikulipi (Namibia), Geschäftsführer bei Investec – Korruption
- Tamson Hatuikulipi (Namibia), Cousin von James und Schwiegersohn von Bernhard Esau – Korruption
- Pius Mwatelulo (Namibia) – Korruption
- Mike Nghipunya (Namibia), Geschäftsführer von Fishcor – Korruption (erst später zur Hauptanklage hinzugefügt)
- Sacky Shangala (Namibia), ehemaliger Justizminister – Korruption
- Nigel van Wyk (Namibia) – Behinderung der Justiz und Vernichtung von Beweismitteln
- Phillipus Mwapopi (Namibia); Mitarbeiter der Stadtpolizei Windhoek – Anklage seit Dezember 2020 bekannt
- Otneel Shuudifonya (Namibia); Mitarbeiter des Regionalrats der Region Otjozondjupa – Anklage seit Dezember 2020 bekannt

Hinzu kommen zwölf Unternehmen und vier Trusts in Namibia, die von den Angeklagten repräsentiert werden.

#### Weitere Verdächtige
Die weiteren Verdächtigen werden vor allem dem Namgomar-Fall zugezählt, wo es um Jusitzbehinderung im Rahmen der Hauptermittlungen geht.
- Marén de Klerk (Namibia); flüchtiger Rechtsanwalt – Anklage seit Dezember 2020 bekannt
- Jason Iyambo (Namibia) – Bestechung von ermittelnden Beamten

Anfang Februar 2021 wurden weitere Namen genannt, die sich rund um den Fishrot-Skandal verantworten sollen:
- Egill Helgi Árnason (Island)
- Adalsteinn Helgason (Island)
- Ingvar Júlíusson (Island)

Nicht mehr (Stand Februar 2021) erwähnt wird Þorsteinn Már Baldvinsson, der Geschäftsführer von Samherji, der der Korruption verdächtigt war.

### Verurteilte
Am 19. November 2020 wurde Jason Iyambo (Namibia) als erste der Verdächtigen in dem Skandal verurteilt. Er erhielt eine Haftstrafe von 18 Monaten, wovon 9 Monate zur Bewährung für fünf Jahre ausgesetzt wurden.
Der ehemalige Polizeireservist Sakaria Kuutondokwa Kokule (Namibia) wurde wegen Bestechung von ermittelnden Beamten im November 2024 zu fünf Jahren Haft verurteilt, wovon zwei Jahre für fünf Jahre zur Bewährung ausgesetzt wurden. Er saß zu diesem Zeitpunkt bereits fast fünf Jahre in Untersuchungshaft.

## Dokumentationen
- The Anatomy of the Bribe. Al Jazeera, November 2019 (englisch).
- Fernsehdokumentation zu Fishrot, RÚV (englisch/isländisch)
- Fernsehdokumentation zu Fishrot (weiterer Teil), RÚV (englisch/isländisch)